# تیزشاخ
تیزشاخ یا اُریکس (نام علمی: Oryx) نام یک سرده از زیرخانواده شاخ‌بلند چرنده است.